# Heliconius florida
Heliconius florida är en fjärilsart som beskrevs av Gustav Weymer 1893. Heliconius florida ingår i släktet Heliconius och familjen praktfjärilar. Inga underarter finns listade i Catalogue of Life.